# Iodotropheus declivitas
Iodotropheus declivitas és una espècie de peix de la família dels cíclids i de l'ordre dels perciformes.
Els adults poden assolir 6,5 de longitud total. És un peix de clima tropical que viu al llac Malawi a Àfrica.